# Package Q
L'attacco aereo Package Q fu la più vasta missione di bombardamento della guerra del Golfo e l'attacco che nella storia ha coinvolto il più alto numero di F-16. Nell'attacco a Baghdad furono coinvolti diversi velivoli, inclusi degli F-117, poiché la capitale irachena era l'area meglio difesa del paese. Gli stessi obiettivi vennero colpiti diverse volte dagli F-117 mentre l'ultima volta da 17 F-111F, nel diciannovesimo giorno di guerra. Durante la Package Q, la maggior parte degli obiettivi vennero colpiti ma due aerei furono abbattuti e i piloti vennero fatti prigionieri. L'attacco mostrò come un numero ridotto di incidenti potesse contribuire ad un risultato insoddisfacente, cosa che convinse i comandanti americani a non ordinare altri attacchi contro il centro di Baghdad.

## Preludio
La campagna aerea contro l'Iraq stava proseguendo nel migliore dei modi per la Coalizione; migliaia di missioni erano state portate a termine su tutto l'Iraq e il Kuwait e le forze aeree irachene si erano dimostrate molto riluttanti a reagire contro l'enorme superiorità numerica avversaria. 56 F-16, con alcuni F-4 e F-15C furono impiegati nel Package Q.
Tuttavia, l'organizzazione fu carente e alcuni piloti ricevettero i loro ordini solo la sera precedente, il 18 gennaio, e nella notte, altri tre obiettivi principali, nel centro di Baghdad, furono aggiunti alla lista dei bersagli. Queste modifiche all'ultimo minuto non permisero di modificare il piano di battaglia e costrinse diversi aerei a sorvolare le difese antiaeree irachene.

## Forze in campo
A causa della distanza tra i campi d'aviazione e Baghdad, agli F-4 fu dato un armamento leggero e ognuno aveva solo 2 AGM-88 HARM, limitando quindi il numero di obiettivi attaccabili. Gli F-16 furono invece armati pesantemente, ognuno con bombe Mark-84, due taniche di carburante esterne, due missili aria-aria, per eventuali aerei nemici, e 90 contromisure, per confondere i missili nemici.
Le forze irachene avevano diverse basi aeree vicino alla capitale con MiG-29 pronti al decollo in pochi minuti. Gli iracheni avevano anche migliaia di contraeree e missili terra-aria in città, comprensive anche di alcuni cannoni della seconda guerra mondiale e missili terra-aria e aria-aria. Le forze dell'Iraq possedevano quindi le risorse per infliggere diversi danni alle forze della Coalizione.

## Attacco

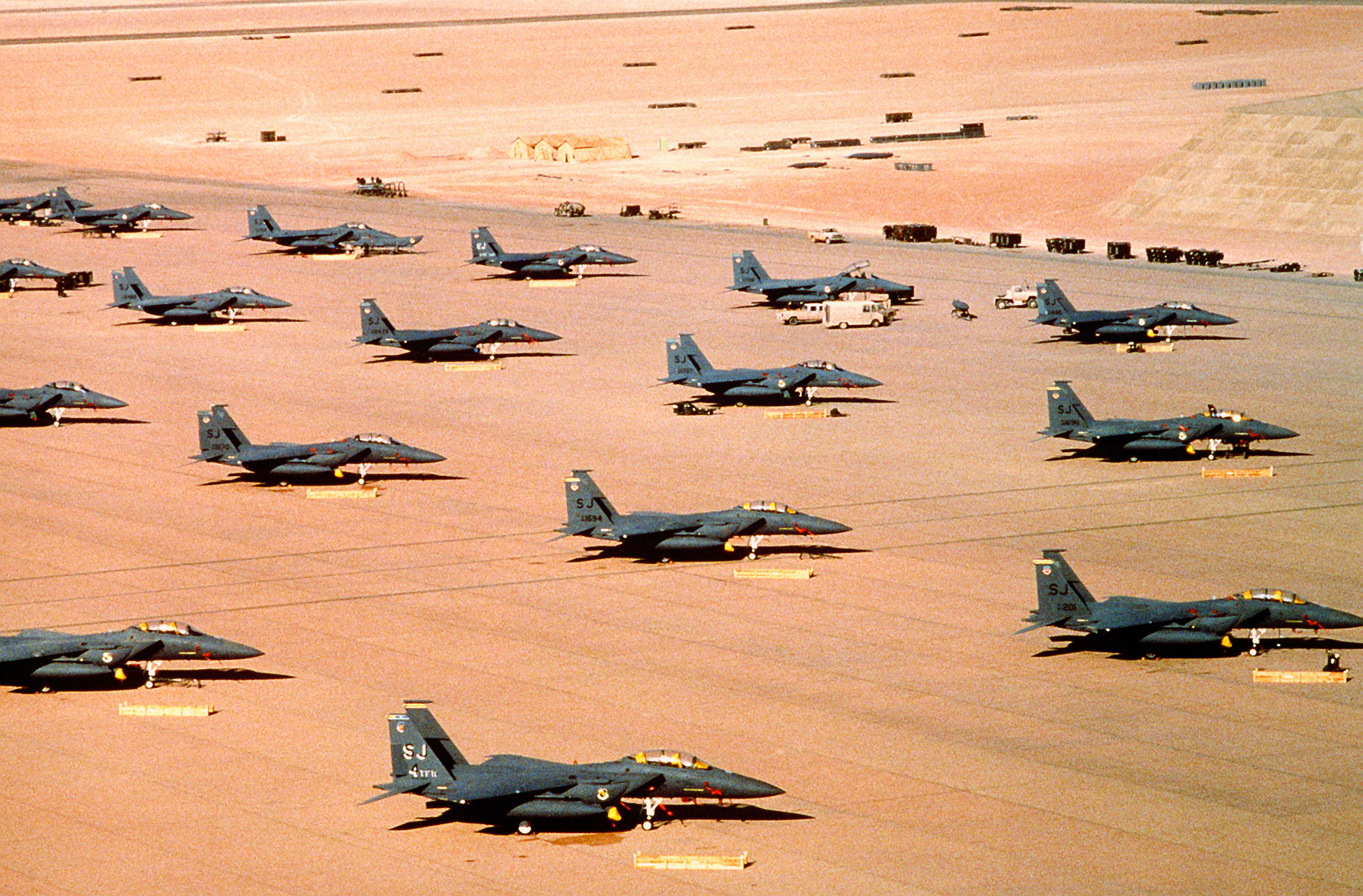
F-15E parcheggiati nel deserto saudita

Nel pomeriggio del 19 gennaio, tutti i velivoli decollarono dall'Arabia Saudita e dal Bahrein. Giunte al confine con l'Iraq avrebbero dovuto fare rifornimento in volo ma a causa delle pessime condizioni climatiche ebbero i primi problemi. Gli aerei cisterna infatti dovettero procedere a velocità ridotta e non fu facile allinearsi agli F-16 e alcuni di questi dovettero rientrare alla base. Dopo il rifornimento, gli aerei si diressero verso Baghdad. Nei pressi della capitale dovettero schivare i colpi delle contraeree e gli sporadici missili SAM.
Per prima cosa vennero attaccate le installazioni di missili SAM ma non tutti gli aerei lanciarono i loro missili e questo può indicare che alcuni dovettero ritirarsi per problemi di carburante. Quando i velivoli furono ormai sopra la città l'F-4 dovette anch'esso rientrare alla base lasciando gli F-15 e F-16 da soli a fronteggiare le difese aeree irachene; tuttavia le nuvole coprirono alcuni obiettivi e l'attenzione di parte delle unità della Coalizione si spostò su una raffineria poco lontano.
Fino a questo punto, gli iracheni avevano lanciato la maggior parte dei loro missili balistici SAM. Circa metà degli assalitori alla raffineria avevano colpito il bersaglio mentre altri avrebbero dirottato l'attenzione verso altri obiettivi che attaccarono solo dopo aver evitato gli ennesimi SAM iracheni.
I missili iracheni colpirono un F-16 poco dopo che le ultime bombe colpirono la raffineria di petrolio e un altro missile centrò un altro F-16 proprio sopra Baghdad; tutti piloti sopravvissero e vennero fatti prigionieri fino alla fine del conflitto. Un altro aereo venne colpito da un missile SA-3 ma riuscì a viaggiare verso sud per più di 200 km prima che il motore si spegnesse. Molti degli aerei subirono danni più o meno rilevanti ma riuscirono comunque a continuare il volo.
Una volta concluso l'assalto, 8 MiG-29 decollarono per intercettare gli aerei della Coalizione ma, una volta attaccati dagli F-16, i MiG si ritirarono. Queste manovre però costrinsero gli F-16 a consumare troppo carburante: uno di essi dovette schiantarsi nei pressi del confine mentre gli altri poterono rifornirsi in volo appena in tempo poiché restavano loro carburante per trentadue secondi di volo.

## Conseguenze
La perdita di due F-16 può essere attribuita ad una sere di inconvenienti: il ritardo nella comunicazione degli ordini, la mancata coordinazione delle tempistiche, una tattica che rese gli iracheni molto pericolosi, problemi di carburante per diversi aerei, condizioni climatiche pessime e insufficiente logoramento delle difese della città. Dopo la missione fu chiaro che le difese di Baghdad potevano essere letali e gli attacchi futuri furono assegnati agli F-117 ma anche altri velivoli con una miglior coordinazione avrebbero colpito la città.
Vi fu, tuttavia, un cruciale cambiamento operativo causato dal fallimento della missione: Il generale Glosson i suoi membri dello staff avevano sperato che la distruzione, o almeno il danneggiamento, delle difese aeree di Baghdad avrebbe permesso di inviare altri gruppi di F-16 durante le ore di luce. I loro obiettivi sarebbero stati i quartieri generali e i simboli del regime iracheni, come la sede del Partito Ba'th, della Guardia Repubblicana e dell'Intelligence iracheno. Queste strutture erano così grandi che sarebbero state sufficienti bombe classiche, senza guida automatica.
Le difficoltà incontrate costrinsero il generale Chuck Horner a annullare l'assalto del giorno seguente. Non furono più eseguite missioni simili e il numero di aerei per gruppi in volo rimasero ridotti per il resto del conflitto, cosa che li rese più adatti alle varie missioni e meglio coordinabili.